# محمية إيغيل إيمولا
محمية إيغيل إيمولا هي محمية ثقافية في قرية إيغيل إيمولا ضمن بلدية تيزي نثلاثة داخل دائرة واضية في ولاية تيزي وزو.

## بيان أول نوفمبر 1954م
تم اختيار الحركة الوطنية الجزائرية لـ«قرية إيغيل إيمولا» من أجل سحب «بيان أول نوفمبر 1954م» الذي كتبه الصحفي محمد العيشاوي ·  · .
فلقد أرسل كريم بلقاسم مسودة «بيان أول نوفمبر 1954م»، التي تم رقنها ليلا في قصبة الجزائر، إلى قرية «إيغيل إيمولا» ليتم سحبها من طرف «علي زعموم» قبل تسليمها إلى أعمر أوعمران من أجل نقلها وتوزيعها عبر كل ربوع الجزائر قبل اندلاع ثورة التحرير الوطني · .

## التصنيف الثقافي
تم في عام 2014م الشروع داخل محمية إيغيل إيمولا في تصنيف البيتين الذين احتضنا رقن وسحب «بيان أول نوفمبر 1954م» في «قرية إيغيل إيمولا» ضمن الموروث الثقافي المحمي في الجزائر · .
وحسب الأمرية الوزارية المؤرخة بتاريخ 21 جانفي 2015م، فإن هذين البيتين الذين احتضنا طبع هذا البيان التاريخي قد تم إدراجهما من طرف «وزارة الثقافة» ضمن «المحميات الوطنية الجزائرية» · .

### فتح دعوى التصنيف في 2014م
تمت مواصلة دعوى تصنيف المنزلين بواسطة القرار المؤرخ في 20 جمادى الثانية 1435هـ الموافق لتاريخ 20 أفريل 2014م والمتضمن فتح دعوى تصنيف «المـنـزل التاريخي الذي تمت فيه كتابة وطبع بيان أول نوفمبر 1954م بإيغيل إيمولا» · .

### تجديد دعوى التصنيف في 2٠١٦
تم التصنيف الرسمي لـ«محمية إيغيل إيمولا» عبر قرار مؤرخ فـي 30 ربيع الأول 1436هـ الموافق لتاريخ 21 جانفي 2015م الذي يتضمن فتح دعوى تصنيف «المنزلين اللذين تم فيهما كتابة وطبع بيان أول نوفمبر 1954م بقرية إيغيل إيمولا» · .

### المطابقة الثقافية في 2015م
تمت مطابقة "محمية إيغيل إيمولا" مع مواصفات وزارة الثقافة الجزائرية بعـد الاطلاع على الـرأي المؤيد الذي أصدرته "اللجنة الوطنية
للممتلكات الثقافية" خلال اجتماعها المنعقد بتاريخ 15 سبتمبر 2015م · .

### قرار التصنيف في 2016م
تم تفعيل تصنيف المنزلين بواسطة القرار المؤرخ في 20 رجب 1437هـ الموافق لتاريخ 28 أفريل 2016م والمتضمن فتح دعوى تصنيف «المـنـزل التاريخي الذي تمت فيه كتابة وطبع بيان أول نوفمبر 1954م بإيغيل إيمولا» ·  · .

## الموقع
تقع «محمية إيغيل إيمولا» في ولاية تيزي وزو، غير بعيد عن ولاية بومرداس، ويجري قربها وادي سيباو.
وهذا الموقع الرائع يبعد بمسافة 17 كلم جنوب مدينة تيزي وزو ويقابل الحديقة الوطنية جرجرة.
تقع «محمية إيغيل إيمولا» على بُعد مستقيم قدره 38 كلم إلى الجنوب من البحر الأبيض المتوسط، وعلى بُعد مستقيم قدره 47 كلم إلى الغرب من بحيرة أكفادو.
وتقع هذه القرية في بلدية تيزي نثلاثة ضمن دائرة واضية.

## شخصيات
- محمد زعموم
- علي زعموم
- أعمر أوعمران
- محمد العيشاوي
- كريم بلقاسم
- رابح بيطاط

### مقالات إضافية
- وزارة الثقافة الجزائرية
- قائمة المواقع والمعالم المصنفة في الجزائر
- قائمة المواقع والمعالم المصنفة في ولاية تيزي وزو
- قرية إيغيل إيمولا
- بلدية تيزي نثلاثة
- دائرة واضية
- ولاية تيزي وزو
- منطقة القبائل

### فايسبوك
- محمية إيغيل إيمولا  على فيسبوك.

### فيديوهات
- انتاغالففللغاععفيديو ترحيبي في إيغيل إيمولا على يوتيوب
- بيان أول نوفمبر 1954م في إيغيل إيمولا على يوتيوب
- المجاهدة زهرة ظريف بيطاط في زيارة إلى إيغيل إيمولا على يوتيوب
- مناظر طبيعية في إيغيل إيمولا على يوتيوب
- الفخار في إيغيل إيمولا على يوتيوب
- صور طبيعية في إيغيل إيمولا على يوتيوب

### وصلات خارجية
- الموقع الرسمي لوزارة الثقافة الجزائرية
- الموقع الرسمي لولاية تيزي وزو

### قرى في ولاية تيزي وزو
- إيغيل إيمولا
- قرية تيقمونين
- قرية بوعبد الرحمن
- قرية إيغيل بوشن
- قرية إيغيل بوماس